# Liste der polnischen Fußballmeister
Die Polnische Fußballmeisterschaft (polnisch Mistrzostwa Polski w piłce nożnej) ist ein jährlich stattfindender Fußballwettbewerb für polnische Vereinsmannschaften. Sie ist der wichtigste polnische Fußballtitel.
1927 wurde sie erstmals ausgespielt und von 1928 bis 2005 unter dem Dach des Polnischen Fußballverbandes (PZPN) ausgetragen. Seit 2005 wird die Meisterschaft in der Ekstraklasa ausgetragen.

## Übersicht
| Jahr      | Meister Polens                                                  | 2. Platz                                                        | 3. Platz                                                        |
| --------- | --------------------------------------------------------------- | --------------------------------------------------------------- | --------------------------------------------------------------- |
| 1920      | Austragung nicht beendet (Polnisch-Sowjetischer Krieg)          | Austragung nicht beendet (Polnisch-Sowjetischer Krieg)          | Austragung nicht beendet (Polnisch-Sowjetischer Krieg)          |
| 1921      | KS Cracovia                                                     | Polonia Warschau                                                | Warta Poznań                                                    |
| 1922      | Pogoń Lwów                                                      | Warta Poznań                                                    | KS Cracovia ŁKS Łódź                                            |
| 1923      | Pogoń Lwów                                                      | Wisła Krakau                                                    | Polonia Warschau Warta Poznań                                   |
| 1924      | Nicht ausgetragen (olympisches Fußballturnier 1924)             | Nicht ausgetragen (olympisches Fußballturnier 1924)             | Nicht ausgetragen (olympisches Fußballturnier 1924)             |
| 1925      | Pogoń Lwów                                                      | Warta Poznań                                                    | Wisła Krakau                                                    |
| 1926      | Pogoń Lwów                                                      | Polonia Warschau                                                | Warta Poznań                                                    |
| 1927      | Wisła Krakau                                                    | 1. FC Kattowitz                                                 | Warta Poznań                                                    |
| 1928      | Wisła Krakau                                                    | Warta Poznań                                                    | Legia Warschau                                                  |
| 1929      | Warta Poznań                                                    | Garbarnia Kraków                                                | Wisła Krakau                                                    |
| 1930      | KS Cracovia                                                     | Wisła Krakau                                                    | Legia Warschau                                                  |
| 1931      | Garbarnia Kraków                                                | Wisła Krakau                                                    | Legia Warschau                                                  |
| 1932      | KS Cracovia                                                     | Pogoń Lwów                                                      | Warta Poznań                                                    |
| 1933      | Ruch Wielkie Hajduki                                            | Pogoń Lwów                                                      | Wisła Krakau                                                    |
| 1934      | Ruch Wielkie Hajduki                                            | KS Cracovia                                                     | Wisła Krakau                                                    |
| 1935      | Ruch Wielkie Hajduki                                            | Pogoń Lwów                                                      | Warta Poznań                                                    |
| 1936      | Ruch Wielkie Hajduki                                            | Wisła Krakau                                                    | Warta Poznań                                                    |
| 1937      | KS Cracovia                                                     | AKS Chorzów                                                     | Ruch Wielkie Hajduki                                            |
| 1938      | Ruch Wielkie Hajduki                                            | Warta Poznań                                                    | Wisła Krakau                                                    |
| 1939      | Austragung nicht beendet (Überfall auf Polen/Zweiter Weltkrieg) | Austragung nicht beendet (Überfall auf Polen/Zweiter Weltkrieg) | Austragung nicht beendet (Überfall auf Polen/Zweiter Weltkrieg) |
| 1940–1945 | Nicht ausgetragen (Zweiter Weltkrieg)                           | Nicht ausgetragen (Zweiter Weltkrieg)                           | Nicht ausgetragen (Zweiter Weltkrieg)                           |
| 1946      | Polonia Warschau                                                | Warta Poznań                                                    | AKS Chorzów                                                     |
| 1947      | Warta Poznań                                                    | Wisła Krakau                                                    | AKS Chorzów                                                     |
| 1948      | KS Cracovia                                                     | Wisła Krakau                                                    | Ruch Chorzów                                                    |
| 1949      | Wisła Krakau                                                    | KS Cracovia                                                     | Lech Posen                                                      |
| 1950      | Wisła Krakau                                                    | Ruch Chorzów                                                    | Lech Posen                                                      |
| 1951      | Ruch Chorzów                                                    | Wisła Krakau                                                    | Polonia Warschau AKS Chorzów                                    |
| 1952      | Ruch Chorzów                                                    | Polonia Bytom                                                   | KS Cracovia                                                     |
| 1953      | Ruch Chorzów                                                    | Wawel Kraków                                                    | Wisła Krakau                                                    |
| 1954      | Polonia Bytom                                                   | ŁKS Łódź                                                        | Ruch Chorzów                                                    |
| 1955      | Legia Warschau                                                  | Zagłębie Sosnowiec                                              | Ruch Chorzów                                                    |
| 1956      | Legia Warschau                                                  | Ruch Chorzów                                                    | Lechia Gdańsk                                                   |
| 1957      | Górnik Zabrze                                                   | Gwardia Warschau                                                | ŁKS Łódź                                                        |
| 1958      | ŁKS Łódź                                                        | Polonia Bytom                                                   | Górnik Zabrze                                                   |
| 1959      | Górnik Zabrze                                                   | Polonia Bytom                                                   | Gwardia Warschau                                                |
| 1960      | Ruch Chorzów                                                    | Legia Warschau                                                  | Górnik Zabrze                                                   |
| 1961      | Górnik Zabrze                                                   | Polonia Bytom                                                   | Legia Warschau                                                  |
| 1962      | Polonia Bytom                                                   | Górnik Zabrze                                                   | Zagłębie Sosnowiec                                              |
| 1962/63   | Górnik Zabrze                                                   | Ruch Chorzów                                                    | Zagłębie Sosnowiec                                              |
| 1963/64   | Górnik Zabrze                                                   | Zagłębie Sosnowiec                                              | Odra Opole                                                      |
| 1964/65   | Górnik Zabrze                                                   | Szombierki Bytom                                                | Zagłębie Sosnowiec                                              |
| 1965/66   | Górnik Zabrze                                                   | Wisła Krakau                                                    | Polonia Bytom                                                   |
| 1966/67   | Górnik Zabrze                                                   | Zagłębie Sosnowiec                                              | Ruch Chorzów                                                    |
| 1967/68   | Ruch Chorzów                                                    | Legia Warschau                                                  | Górnik Zabrze                                                   |
| 1968/69   | Legia Warschau                                                  | Górnik Zabrze                                                   | Polonia Bytom                                                   |
| 1969/70   | Legia Warschau                                                  | Ruch Chorzów                                                    | Górnik Zabrze                                                   |
| 1970/71   | Górnik Zabrze                                                   | Legia Warschau                                                  | Zagłębie Wałbrzych                                              |
| 1971/72   | Górnik Zabrze                                                   | Zagłębie Sosnowiec                                              | Legia Warschau                                                  |
| 1972/73   | FKS Stal Mielec                                                 | Ruch Chorzów                                                    | Gwardia Warschau                                                |
| 1973/74   | Ruch Chorzów                                                    | Górnik Zabrze                                                   | FKS Stal Mielec                                                 |
| 1974/75   | Ruch Chorzów                                                    | FKS Stal Mielec                                                 | Śląsk Wrocław                                                   |
| 1975/76   | FKS Stal Mielec                                                 | GKS Tychy                                                       | Wisła Krakau                                                    |
| 1976/77   | Śląsk Wrocław                                                   | Widzew Łódź                                                     | Górnik Zabrze                                                   |
| 1977/78   | Wisła Krakau                                                    | Śląsk Wrocław                                                   | Lech Posen                                                      |
| 1978/79   | Ruch Chorzów                                                    | Widzew Łódź                                                     | FKS Stal Mielec                                                 |
| 1979/80   | Szombierki Bytom                                                | Widzew Łódź                                                     | Legia Warschau                                                  |
| 1980/81   | Widzew Łódź                                                     | Wisła Krakau                                                    | Szombierki Bytom                                                |
| 1981/82   | Widzew Łódź                                                     | Śląsk Wrocław                                                   | FKS Stal Mielec                                                 |
| 1982/83   | Lech Posen                                                      | Widzew Łódź                                                     | Ruch Chorzów                                                    |
| 1983/84   | Lech Posen                                                      | Widzew Łódź                                                     | Pogoń Stettin                                                   |
| 1984/85   | Górnik Zabrze                                                   | Legia Warschau                                                  | Widzew Łódź                                                     |
| 1985/86   | Górnik Zabrze                                                   | Legia Warschau                                                  | Widzew Łódź                                                     |
| 1986/87   | Górnik Zabrze                                                   | Pogoń Stettin                                                   | GKS Katowice                                                    |
| 1987/88   | Górnik Zabrze                                                   | GKS Katowice                                                    | Legia Warschau                                                  |
| 1988/89   | Ruch Chorzów                                                    | GKS Katowice                                                    | Górnik Zabrze                                                   |
| 1989/90   | Lech Posen                                                      | Zagłębie Lubin                                                  | GKS Katowice                                                    |
| 1990/91   | Zagłębie Lubin                                                  | Górnik Zabrze                                                   | Wisła Krakau                                                    |
| 1991/92   | Lech Posen                                                      | GKS Katowice                                                    | Widzew Łódź                                                     |
| 1992/93   | Lech Posen                                                      | Legia Warschau                                                  | ŁKS Łódź                                                        |
| 1993/94   | Legia Warschau                                                  | GKS Katowice                                                    | Górnik Zabrze                                                   |
| 1994/95   | Legia Warschau                                                  | Widzew Łódź                                                     | GKS Katowice                                                    |
| 1995/96   | Widzew Łódź                                                     | Legia Warschau                                                  | Hutnik Krakau                                                   |
| 1996/97   | Widzew Łódź                                                     | Legia Warschau                                                  | Odra Wodzisław                                                  |
| 1997/98   | ŁKS Łódź                                                        | Polonia Warschau                                                | Wisła Krakau                                                    |
| 1998/99   | Wisła Krakau                                                    | Widzew Łódź                                                     | Legia Warschau                                                  |
| 1999/2000 | Polonia Warschau                                                | Wisła Krakau                                                    | Ruch Chorzów                                                    |
| 2000/01   | Wisła Krakau                                                    | Pogoń Stettin                                                   | Legia Warschau                                                  |
| 2001/02   | Legia Warschau                                                  | Wisła Krakau                                                    | Amica Wronki                                                    |
| 2002/03   | Wisła Krakau                                                    | Dyskobolia Grodzisk                                             | GKS Katowice                                                    |
| 2003/04   | Wisła Krakau                                                    | Legia Warschau                                                  | Amica Wronki                                                    |
| 2004/05   | Wisła Krakau                                                    | Dyskobolia Grodzisk                                             | Legia Warschau                                                  |
| 2005/06   | Legia Warschau                                                  | Wisła Krakau                                                    | Zagłębie Lubin                                                  |
| 2006/07   | Zagłębie Lubin                                                  | GKS Bełchatów                                                   | Legia Warschau                                                  |
| 2007/08   | Wisła Krakau                                                    | Legia Warschau                                                  | Dyskobolia Grodzisk                                             |
| 2008/09   | Wisła Krakau                                                    | Legia Warschau                                                  | Lech Posen                                                      |
| 2009/10   | Lech Posen                                                      | Wisła Krakau                                                    | Ruch Chorzów                                                    |
| 2010/11   | Wisła Krakau                                                    | Śląsk Wrocław                                                   | Legia Warschau                                                  |
| 2011/12   | Śląsk Wrocław                                                   | Ruch Chorzów                                                    | Legia Warschau                                                  |
| 2012/13   | Legia Warschau                                                  | Lech Posen                                                      | Śląsk Wrocław                                                   |
| 2013/14   | Legia Warschau                                                  | Lech Posen                                                      | Ruch Chorzów                                                    |
| 2014/15   | Lech Posen                                                      | Legia Warschau                                                  | Jagiellonia Białystok                                           |
| 2015/16   | Legia Warschau                                                  | Piast Gliwice                                                   | Zagłębie Lubin                                                  |
| 2016/17   | Legia Warschau                                                  | Jagiellonia Białystok                                           | Lech Posen                                                      |
| 2017/18   | Legia Warschau                                                  | Jagiellonia Białystok                                           | Górnik Zabrze                                                   |
| 2018/19   | Piast Gliwice                                                   | Legia Warschau                                                  | Lechia Gdańsk                                                   |
| 2019/20   | Legia Warschau                                                  | Lech Posen                                                      | Piast Gliwice                                                   |
| 2020/21   | Legia Warschau                                                  | Raków Częstochowa                                               | Pogoń Stettin                                                   |
| 2021/22   | Lech Posen                                                      | Raków Częstochowa                                               | Pogoń Stettin                                                   |
| 2022/23   | Raków Częstochowa                                               | Legia Warschau                                                  | Lech Posen                                                      |
| 2023/24   | Jagiellonia Białystok                                           | Śląsk Wrocław                                                   | Legia Warschau                                                  |
| 2024/25   | Lech Posen                                                      | Raków Częstochowa                                               | Jagiellonia Białystok                                           |

## Anzahl Titelgewinne
| Verein                | Siege | Jahr(e)                                                                                  |
| --------------------- | ----- | ---------------------------------------------------------------------------------------- |
| Legia Warschau        | 15    | 1955, 1956, 1969, 1970, 1994, 1995, 2002, 2006, 2013, 2014, 2016, 2017, 2018, 2020, 2021 |
| Ruch Chorzów          | 14    | 1933, 1934, 1935, 1936, 1938, 1951, 1952, 1953, 1960, 1968, 1974, 1975, 1979, 1989       |
| Górnik Zabrze         | 14    | 1957, 1959, 1961, 1963, 1964, 1965, 1966, 1967, 1971, 1972, 1985, 1986, 1987, 1988       |
| Wisła Krakau          | 13    | 1927, 1928, 1949, 1950, 1978, 1999, 2001, 2003, 2004, 2005, 2008, 2009, 2011             |
| Lech Posen            | 9     | 1983, 1984, 1990, 1992, 1993, 2010, 2015, 2022, 2025                                     |
| KS Cracovia           | 5     | 1921, 1930, 1932, 1937, 1948                                                             |
| Pogoń Lwów            | 4     | 1922, 1923, 1925, 1926                                                                   |
| Widzew Łódź           | 4     | 1981, 1982, 1996, 1997                                                                   |
| Warta Poznań          | 2     | 1929, 1947                                                                               |
| Polonia Warschau      | 2     | 1946, 2000                                                                               |
| Polonia Bytom         | 2     | 1954, 1962                                                                               |
| ŁKS Łódź              | 2     | 1958, 1998                                                                               |
| Stal Mielec           | 2     | 1973, 1976                                                                               |
| Śląsk Wrocław         | 2     | 1977, 2012                                                                               |
| Zagłębie Lubin        | 2     | 1991, 2007                                                                               |
| Garbarnia Kraków      | 1     | 1931                                                                                     |
| Szombierki Bytom      | 1     | 1980                                                                                     |
| Piast Gliwice         | 1     | 2019                                                                                     |
| Raków Częstochowa     | 1     | 2023                                                                                     |
| Jagiellonia Białystok | 1     | 2024                                                                                     |

## Titelgewinne nach Städten
| Stadt       | Titelgewinne | Vereine(e)                                  |
| ----------- | ------------ | ------------------------------------------- |
| Krakau      | 19           | KS Cracovia, Garbarnia Kraków, Wisła Krakau |
| Warschau    | 17           | Legia Warschau, Polonia Warschau            |
| Chorzów     | 14           | Ruch Chorzów                                |
| Zabrze      | 14           | Górnik Zabrze                               |
| Posen       | 11           | Lech Posen, Warta Poznań                    |
| Łódź        | 6            | ŁKS Łódź, Widzew Łódź                       |
| Lwów        | 4            | Pogoń Lwów                                  |
| Bytom       | 3            | Polonia Bytom, Szombierki Bytom             |
| Breslau     | 2            | Śląsk Wrocław                               |
| Lubin       | 2            | Zagłębie Lubin                              |
| Mielec      | 2            | Stal Mielec                                 |
| Gliwice     | 1            | Piast Gliwice                               |
| Częstochowa | 1            | Raków Częstochowa                           |
| Białystok   | 1            | Jagiellonia Białystok                       |